# Andrea Corr
Andrea Jane Corr, född 17 maj 1974 i Dundalk, Irland, är en irländsk musiker. Hon är sångerska i gruppen The Corrs som i övrigt består av hennes äldre syskon Caroline, Sharon och Jim Corr.
Den 25 juni 2007 gav Corr ut sitt första soloalbum, Ten Feet High. Skivan producerades av Bono och Nellee Hooper. Hennes andra soloalbum, Lifelines, gavs ut 2011.
Den 21 augusti 2009 gifte Andrea sig med Brett Desmond, i County Clare, Irland.

## Diskografi
- 2007 – Ten Feet High
- 2011 – Lifelines